# 埃尔文·奥托·马克斯
埃尔文·奥托·马克斯（英語：Erwin Otto Marx，1893年1月15日—1980年1月11日）是一名德国电气工程师。他发明了用于产生高压电脉冲的马克思发生器。1918年至1950年，他在布伦瑞克工业大学从事工程学研究。他的主要课题是远距离输电的研究与开发。
以他的名字命名的埃尔文·马克斯奖用于表彰在脉冲技术领域有贡献的工程师。1981年，该奖在第3届IEEE国际脉冲能源会议上首次颁发。